# دیوید کالدول (تنیس‌باز)
دیوید کالدول (انگلیسی: David Caldwell؛ زاده ۱۳ ژوئن ۱۹۷۴) یک تنیس‌باز اهل ایالات متحده آمریکا است.